# تاون أند كاونتري
تاون أند كاونتري (ميزوري) (بالإنجليزية: Town and Country, Missouri)‏ هي مدينة تقع في الولايات المتحدة في مقاطعة سانت لويس، ميزوري. يقدر عدد سكانها بـ 10,815 نسمة ومساحتها 30.25 كم2 وترتفع عن سطح البحر 180 متر.

## التركيبة السكانية
قام مكتب تعداد الولايات المتحدة بتحديد بيانات التركيبة السكانية لتاون أند كاونتريفي تعداد الولايات المتحدة. في ما يلي، التركيبة السكانية حسب تعدادي 2000 و2010.

### تعداد عام 2000
بلغ عدد سكان تاون أند كاونتري 10,894 نسمة بحسب تعداد عام 2000، وبلغ عدد الأسر 3,593 أسرة وعدد العائلات 2,849 عائلة مقيمة في المدينة. في حين سجلت الكثافة السكانية 916.8 نسمة لكل ميل مربع (354.0/كم2). وبلغ عدد الوحدات السكنية 3,741 وحدة بمتوسط كثافة قدره 314.8 نسمة لكل ميل مربع (121.5/كم2).
وتوزع التركيب العرقي للمدينة بنسبة 90.16% من البيض و 0.06% من الأمريكيين الأصليين و 6.33% من الأمريكيين ذوي الأصول الآسيوية و 0.01% من سكان جزر المحيط الهادئ و 2.01% من الأمريكيين الأفارقة و 1.20% من عرقين مختلطين أو أكثر.
بلغ عدد الأسر 3,593 أسرة كانت نسبة 33.6% منها لديها أطفال تحت سن الثامنة عشر تعيش معهم، وبلغت نسبة الأزواج القاطنين مع بعضهم البعض 74.0% من أصل المجموع الكلي للأسر، ونسبة 4.1% من الأسر كان لديها معيلات من الإناث دون وجود شريك، وكانت نسبة 20.7% من غير العائلات. تألفت نسبة 18.7% من أصل جميع الأسر من أفراد ونسبة 10.6% كانوا يعيش معهم شخص وحيد يبلغ من العمر 65 عاماً فما فوق. وبلغ متوسط حجم الأسرة المعيشية 3.08، أما متوسط حجم العائلات فبلغ 2.69.
بلغ العمر الوسطي للسكان 47 عاماً. وكانت نسبة 22.8% من القاطنين تحت سن الثامنة عشر، وكانت نسبة 7.3% بين الثامنة عشر والأربعة وعشرون عاماً، ونسبة 16.9% كانت واقعةً في الفئة العمرية ما بين الخامسة والعشرون حتى والأربعة وأربعون عاماً، ونسبة 31.1% كانت ما بين الخامسة والأربعون حتى الرابعة والستون، ونسبة 21.8% كانت ضمن فئة الخامسة والستون عاماً فما فوق. يوجد لكل 100 أنثى 87.7 ذكر، ويوجد لكل 100 أنثى في الثامنة عشر من عمرها فما فوق 81.5 ذكر.
بلغ متوسط دخل الأسرة في المدينة 139,967 دولار، أما متوسط دخل العائلة فبلغ 167,875 دولار. وكان متوسط دخل الذكور 100,000 دولار مقابل 41,691 دولار للإناث. وسجل دخل الفرد الخاص بالمدينة 69,347 دولار.

### تعداد عام 2010
بلغ عدد سكان تاون أند كاونتري 10,815 نسمة بحسب تعداد عام 2010، وبلغ عدد الأسر 3,591 أسرة وعدد العائلات 2,798 عائلة مقيمة في المدينة. في حين سجلت الكثافة السكانية 925.9 نسمة لكل ميل مربع (357.5/كم2). وبلغ عدد الوحدات السكنية 3,871 وحدة بمتوسط كثافة قدره 331.4 لكل ميل مربع (128.0/كم2).
وتوزع التركيب العرقي للمدينة بنسبة 87.8% من البيض و 0.1% من الأمريكيين الأصليين و 7.5% من الأمريكيين ذوي الأصول الآسيوية و 0.1% من سكان جزر المحيط الهادئ و 2.6% من الأمريكيين الأفارقة و 1.6% من عرقين مختلطين أو أكثر.
بلغ عدد الأسر 3,591 أسرة كانت نسبة 30.6% منها لديها أطفال تحت سن الثامنة عشر تعيش معهم، وبلغت نسبة الأزواج القاطنين مع بعضهم البعض 72.2% من أصل المجموع الكلي للأسر، ونسبة 4.0% من الأسر كان لديها معيلات من الإناث دون وجود شريك، بينما كانت نسبة 1.8% من الأسر لديها معيلون من الذكور دون وجود شريكة وكانت نسبة 22.1% من غير العائلات. تألفت نسبة 17.9% من أصل جميع الأسر من أفراد ونسبة 9.9% كانوا يعيش معهم شخص وحيد يبلغ من العمر 65 عاماً فما فوق. وبلغ متوسط حجم الأسرة المعيشية 3.02، أما متوسط حجم العائلات فبلغ 2.66.
بلغ العمر الوسطي للسكان 48.6 عاماً. وكانت نسبة 21.9% من القاطنين تحت سن الثامنة عشر، وكانت نسبة 10.1% بين الثامنة عشر والأربعة وعشرون عاماً، ونسبة 12.3% كانت واقعةً في الفئة العمرية ما بين الخامسة والعشرون حتى والأربعة وأربعون عاماً، ونسبة 32.4% كانت ما بين الخامسة والأربعون حتى الرابعة والستون، ونسبة 23.1% كانت ضمن فئة الخامسة والستون عاماً فما فوق. وتوزع التركيب الجنسي للسكان بنسبة 46.5% ذكور و53.5% إناث.